# Думбрава (Пояна-Крістей, Вранча)
Думбрава (рум. Dumbrava) — село у повіті Вранча в Румунії. Входить до складу комуни Пояна-Крістей.
Село розташоване на відстані 153 км на північний схід від Бухареста, 14 км на захід від Фокшан, 83 км на захід від Галаца, 108 км на схід від Брашова.

## Населення
За даними перепису населення 2002 року у селі проживали 290 осіб, усі — румуни. Усі жителі села рідною мовою назвали румунську.